# Saint-Gervais-du-Perron
Saint-Gervais-du-Perron är en kommun i departementet Orne i regionen Normandie i nordvästra Frankrike. Kommunen ligger i kantonen Sées som tillhör arrondissementet Alençon. År 2022 hade Saint-Gervais-du-Perron 346 invånare.

## Befolkningsutveckling
Antalet invånare i kommunen Saint-Gervais-du-Perron
| Referens: INSEE |